# Plesiomma indecorum
Plesiomma indecorum là một loài ruồi trong họ Asilidae. Plesiomma indecorum được Loew miêu tả năm 1866.